# Glarus Nord
Glarus Nord ist eine politische Gemeinde (Einheitsgemeinde) im Schweizer Kanton Glarus. Mit einer Einwohnerzahl von über 19'000 ist die Gemeinde Glarus Nord die grösste Gemeinde des Kantons Glarus sowie des angrenzenden Umlands. 
Die Gemeinde Glarus Nord entstand im Rahmen der Glarner Gemeindereform durch die am 1. Januar 2011 rechtswirksam gewordene Fusion der Gemeinden Bilten, Filzbach, Mollis, Mühlehorn, Näfels, Niederurnen, Oberurnen und Obstalden. Sitz der Gemeindeverwaltung ist Niederurnen.
Glarus Nord richtet das Eidgenössische Schwing- und Älplerfest 2025 aus, welches auf dem Areal des Flugplatzes Mollis stattfinden wird.

## Geschichte
Das Glarnerland gehörte unter der Herrschaft der Römer zur Provinz Rätia. Um 15. v. Chr. entstanden entlang des Walensees römische Wachtposten, einer davon in Filzbach. Von der vorrömischen Besiedlung zeugen nur noch vereinzelte Flurnamen. Das Glarner Unterland war immer wieder Grenzland: Zwischen Helvetiern und Rätiern, zwischen den römischen Provinzen Raetia Prima und Germania Superior, zwischen Ostgoten und Franken. Im Hochmittelalter zwischen den Klöstern Schänis und Säckingen und den Bistümern Chur und Konstanz. Zudem weist der Name 'Walensee' (See der Welschen) darauf hin, dass zwischen Mühlehorn und Murg für lange Zeit die Grenze zwischen deutschem und rätoromanischem Sprachgebiet lag.
Im 14. Jahrhundert erweiterten die Glarner die Grenzen von der Letzi in Näfels aus, indem sie nach und nach Ober- und Niederurnen, Bilten und den Kerenzerberg annektierten. Dabei blieb es dann; Reichenburg gehörte Einsiedeln, die March den Schwyzern, und die Vogtei Windegg, zu der auch Murg und Quarten gehörten, war eine Gemeine Herrschaft. In der Schlacht bei Näfels gewannen die Glarner am 9. April 1388 im letzten militärischen Konflikt der Eidgenossen mit dem Hause Habsburg die Freiheit.
Gegen Osten bildete Glarus bis zur Helvetik die Aussengrenze der Alten Eidgenossenschaft. Die Gebiete südlich und östlich waren entweder nicht Teil der Eidgenossenschaft (Freistaat der Drei Bünde) oder galten, wie die Gemeinen Herrschaften Sargans und Windegg, als Eigentum einiger oder aller Alten Orte. Doch mit Uri und Schwyz hatte man wenig gemeinsame Interessen. Anders mit Zürich: Die Verbindung mit dem Handelszentrum am Zürichsee war von vitaler Bedeutung für Glarus, da von dort das Korn kam und der Grossteil des Handels via Linth – Zürichsee abgewickelt wurde.
Nach der Reformation wurde Schwyz der einflussreichste Ort der Katholiken und Zürich der Evangelischen. Das führte in Glarus zu einer Pattsituation. Schwyz war zu nahe und Zürich zu wichtig, um ignoriert zu werden. Entsprechend blieben Näfels und Oberurnen katholisch, die meisten andern Dörfer evangelisch, einige sogar gemischtgläubig. An diesem Besitzstand durfte bis nach der Franzosenzeit nicht gerüttelt werden.
Wirtschaftlich war die Region bis in die Neuzeit bitter arm. Die Reisläuferei gehörte zu den wenigen Möglichkeiten, Geld zu verdienen. Das änderte sich erst mit dem Aufkommen der Textilindustrie im späten 18. Jahrhundert. Dank der Linthkorrektion von 1807–1822 unter der Leitung von Hans Konrad Escher von der Linth konnte auch das vormals versumpfte Land der Ebene genutzt werden, die Dörfer sind heute zu blühenden Gewerbe- und Industriestandorten geworden.
An der Landsgemeinde vom 7. Mai 2006 entschieden die Stimmbürgerinnen und Stimmbürger überraschend, die staatspolitische Struktur der Glarner Gemeinden tiefgreifend zu verändern und die Gemeinden Glarus Süd, Glarus und Glarus Nord zu schaffen. Dieser Entscheid wurde durch die Stimmberechtigten an einer ausserordentlichen Landsgemeinde im Folgejahr klar bestätigt.

## Geographie

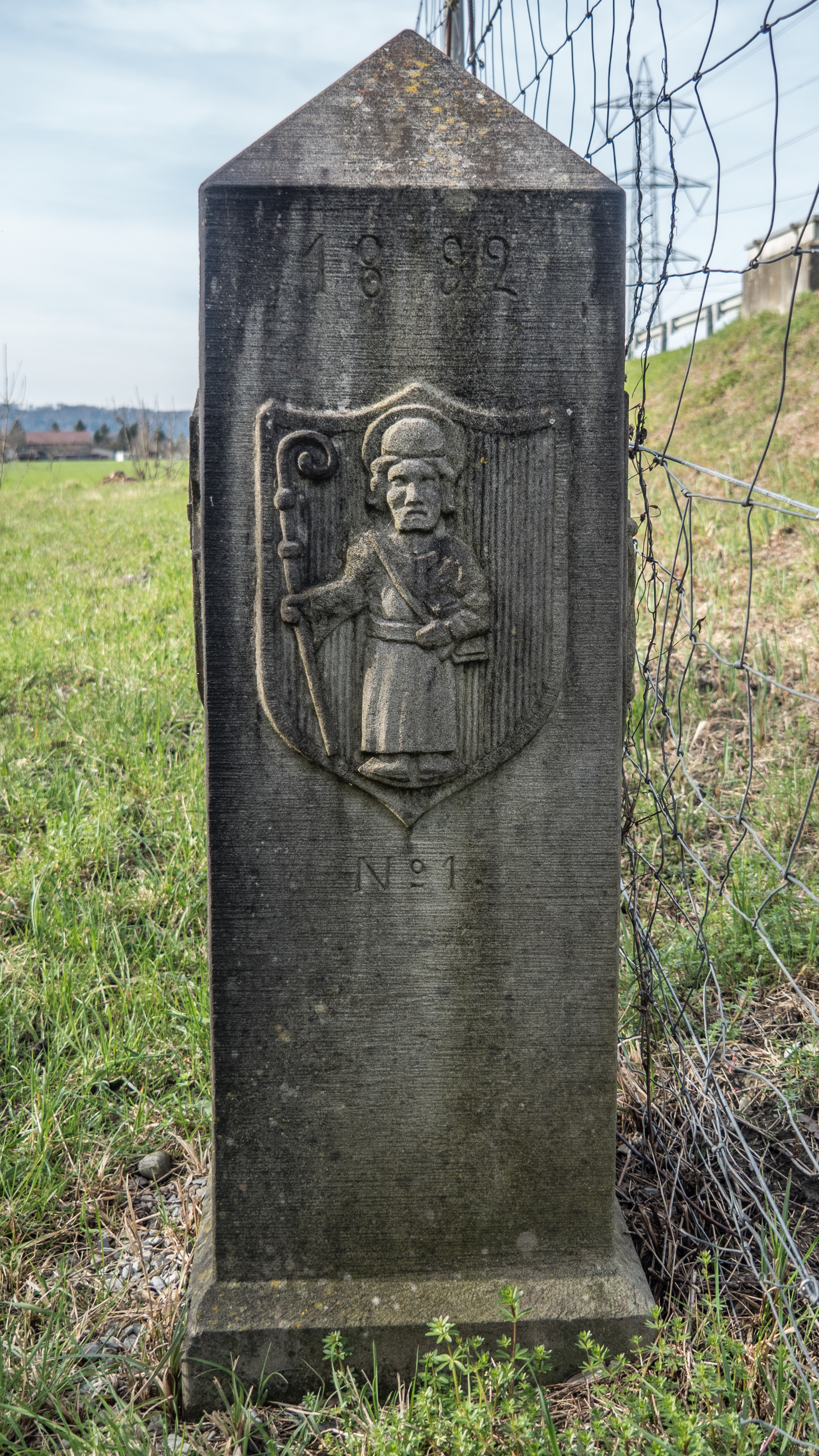
Grenzstein No. 1 mit Wappen Kanton Glarus

Die Gemeinde Glarus Nord umfasst im Wesentlichen den Glarner Teil der Linthebene, das untere Linthtal und den Kerenzerberg bis hinunter zum Walensee. Den tiefsten Punkt der Gemeinde bildet die Linth mit 410 m ü. M., wogegen der Ruchen Mürtschen mit einer Höhe von 2441 m den höchsten Punkt darstellt.
Am Dreieckswäldli bei der A3 findet sich ein Dreikantonseck zu den Kantonen Schwyz und St. Gallen ().

## Verkehr
Glarus Nord ist verkehrsmässig gut erschlossen und von Zürich in rund 45 Minuten mit dem Auto oder Zug erreichbar: Entlang des Linthkanals im Norden verläuft die Autobahn A3, mit welcher Glarus Nord über drei Anschlüsse verfügt (Bilten, Weesen und Mühlehorn); von der A3-Verzweigung Niederurnen aus führt die Autostrasse 17 nach Niederurnen, Mollis und Näfels. Der Eisenbahnknotenpunkt Ziegelbrücke, welcher an der Kantonsgrenze zu St. Gallen liegt, gilt als das Tor zum ganzen Kanton Glarus. Die Gemeinde Glarus Nord ist Mitglied des Tarifverbunds Ostwind und am Zürcher S-Bahn-Netz angeschlossen. Das von den Schweizerischen Bundesbahnen betriebene Netz der Glarner Busbetriebe stellt in Glarus Nord den Nahverkehr sicher.
Zu erwähnen ist auch der ehemalige Militärflugplatz Mollis, der 2012 von der Gemeinde erworben wurde und seither für die Privat- und Helikopterfliegerei genutzt wird. Langfristig geplant ist ein breiter Nutzungsmix aus Fliegerei, Freizeitaktivitäten und Events sowie die dauerhafte Sicherung des angrenzenden Naherholungsraums.

## Politik
Gemeindepräsident ist Fridolin Staub (SVP; Stand: 1. August 2024). Dem Gemeinderat gehören insgesamt sieben Mitglieder an.

## Wirtschaft
Glarus Nord ist Standortgemeinde zahlreicher bekannter Unternehmen wie der Eternit (Schweiz) AG, Netstal Maschinen AG, Carlsberg Supply Company oder des Hubschrauberherstellers Kopter. In der Gemeinde Glarus Nord sind rund 1300 Unternehmen domiziliert, die ca. 8587 Arbeitsplätze aufweisen (Stand: 2015). Darunter sind Carlsberg Supply Company, die Läderach, Elysator, Guma AG, Etertub, Kopter und Hess Medizintechnik AG. Alleine im Industriegebiet Jenny-Areal, einer umgenutzten Spinnerei in Ziegelbrücke, sind rund 300 Arbeitsplätze angesiedelt. Immer bedeutsamer wird auch der Tourismus: Während früher vor allem der Kerenzerberg touristische Aktivitäten aufwies, verfügt die Gemeinde Glarus Nord mit den Gebieten Mullern-Fronalp, Oberseetal Näfels und dem Niederurner Täli über weitere zunehmend touristisch genutzte Gebiete.
Die Gemeinde Glarus Nord wurde anfangs 2016 als erste Schweizer Gemeinde von der Swiss Fair Trade als Fair Trade Town ausgezeichnet.

## Wappen und Fahne
Das Wappen und Fahne wurde neu geschaffen.  Die acht Sterne symbolisieren die acht Ortschaften, von denen jeweils vier auf jeder Seite der Linth liegen.

## Sehenswürdigkeiten
Die Gemeinde Glarus Nord und ihre acht Ortschaften verfügen über zahlreiche Sehenswürdigkeiten von teilweise nationaler Bedeutung.

## Städtepartnerschaft
- Bad Säckingen (Deutschland), mit der damaligen Gemeinde Näfels. Diese Städtepartnerschaft wird durch die Gemeinde Glarus Nord weitergeführt.

## Persönlichkeiten
- Karl Josef Anton Leodegar von Bachmann (1734–1792), Schweizer Militär in französischen Diensten
- Niklaus Franz von Bachmann (1740–1831), erster Oberbefehlshaber der gesamtschweizerischen Armee
- Bandit (Rapper) (* 1975), bürgerlich Patrick Mitidieri
- Ulla Engeberg Killias (1945–1995), Kunstmalerin
- Urs Freuler (* 1958), Radrennfahrer
- Jakob Grob (* 1939), Ruderer, Medaillengewinner bei Olympia
- Markus Hauser (* 1971), Jazzmusiker
- Walter Hauser (1957–2022), Schweizer Schriftsteller und Journalist
- Robert Huber (1933–2016), schweizerisch-jenischer Politiker
- Eldin Jakupović (* 1984), schweizerisch-bosniakischer Torhüter
- Willy Kamm (1945–2016), Regierungsrat und Finanzdirektor Kanton Glarus
- Johann Melchior Kubli (1750–1835), Politiker, Ratsherr und Gerichtsschreiber, Senator und Präsident des Senates der Helvetischen Republik, Grossrat und Regierungsrat in St. Gallen
- Patrick Küng (* 1984), Ski-Abfahrtsweltmeister 2015
- Jules Landolt (1930–2005), ehemaliger Regierungsrat
- Markus Landolt (* 1961), Fabrikant
- Martin Landolt (* 1968), Nationalrat
- Heinrich Lienhard (1822–1903), Auswanderer und Chronist
- Heinrich Loriti, genannt Glarean (1488–1563), Humanist und Universalgelehrter
- Hans Meier-Ott (1920–2008), Unternehmer und Politiker
- Louis Menar (1939–2014), Sänger, Entertainer und Bandleader
- Emil Franz Josef Müller-Büchi (1901–1980), Publizistikwissenschaftler und Rechtshistoriker
- Dietrich Schindler (1795–1882), Schweizer Staatsmann und Kunstsammler
- Friedrich Wilhelm Schindler (1856–1920), österreichischer Unternehmer und Erfinder
- Friedrich Schröder (1910–1972), Komponist
- Christoph Stüssi (* 1938), ehemaliger Landammann Kanton Glarus
- Ernst Tremp (* 1948), Historiker
- Rolf Widmer (* 1971), alt Landammann Kanton Glarus
- Jost Winteler (1846–1929), Sprachwissenschafter und Hausvater Albert Einsteins in Aarau
- Fritz Zwicky (1898–1974), Schweizer Physiker und Astronom, in Mollis bestattet